# وادیم واسیلیف (بازیکن فوتبال)
وادیم واسیلیف (ترکی آذربایجانی: Vadim Vasilyev؛ زادهٔ ۱۷ مهٔ ۱۹۷۲) بازیکن فوتبال اهل جمهوری آذربایجان است.
از باشگاه‌هایی که در آن بازی کرده‌است می‌توان به باشگاه فوتبال قره‌باغ، باشگاه فوتبال کاروان، باشگاه فوتبال شوالان، باشگاه فوتبال متالورگ دونتسک، باشگاه فوتبال خزری بوزوونا، باشگاه فوتبال تاوریا سیمفروپول، باشگاه فوتبال باکو، باشگاه فوتبال آان‌اس پیوانی باکو، و باشگاه فوتبال نفتچی باکو اشاره کرد.
وی همچنین در تیم ملی فوتبال جمهوری آذربایجان بازی کرده‌است.